# Guinevere Planitia (quadrangle)

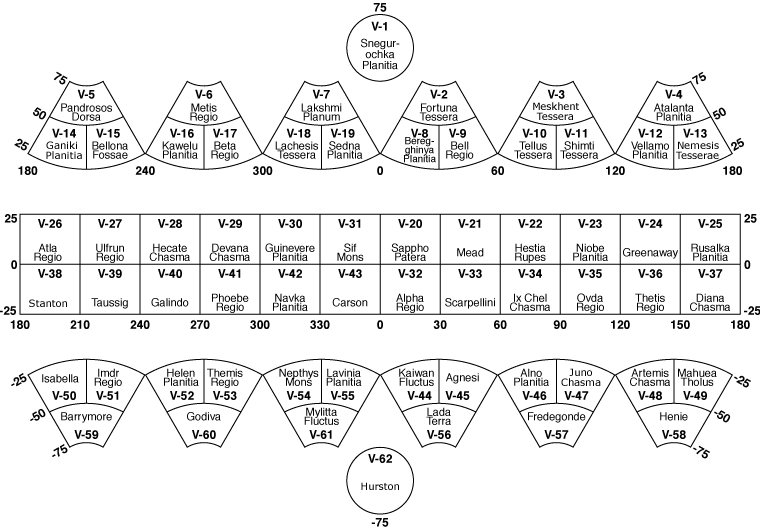
Quadrangles op Venus op schaal 1 : 5.000.000

Guinevere Planitia (V–30; breedtegraad 0°–25° N, lengtegraad 300°–330° E) is een quadrangle op de planeet Venus. Het is een van de 62 quadrangles op schaal 1 : 5.000.000. Het quadrangle werd genoemd naar het gelijknamige laagland, dat op zijn beurt is genoemd naar koningin Guinevere, een personage uit de Arthursage.

## Geologische structuren in Guinevere Planitia
Chasmata
- Nang-byon Chasma

Coronae
- Hulda Corona
- Madderakka Corona
- Pölöznitsa Corona

Dorsa
- Kalm Dorsa

Fluctus
- Koti Fluctus
- Uilata Fluctus

Inslagkraters
- Caroline
- Gudrun
- Kala
- Ketzia
- Neda
- Potter
- Seymour
- Shih Mai-Yu
- Vard

Montes
- Atanua Mons
- Rhpisunt Mons
- Tuli Mons
- Var Mons

Paterae
- Mehseti Patera

Planitiae
- Guinevere Planitia
- Undine Planitia

Regiones
- Laufey Regio

Valles
- Tingoi Vallis